# Gymnocalycium albiareolatum
Gymnocalycium albiareolatum (Rausch 1985; синонім: Gymnocalycium alboareolatum; укр. Гімнокаліціум альбіареолатум, Гімнокаліціум білоареоловий)  — кактус з роду гімнокаліціум.

## Етимологія
Видова назва означає білоареоловий, від лат. albus — білий і лат. areola — ареола.

## Біологічний опис
Рослини поодинокі, стебло приплюснуто-кулясте, сіро-зелене до 6 см в діаметрі. Має потужне центральне коріння. Ребер 9-11, прямі, з підборіддяподібними виступами до 1 см заввишки. Центральних колючок немає. Радіальних колючок 6-7, гнуті, відстають від стебла, жорсткі, коричневі, до 1 см довжиною. Ареоли досить великі, товщиною 5 мм, з густою білою вовною. Квіти сріблясто-білі зовні, рожеві всередині, зовнішні пелюстки із зеленою смугою, до 6,5 см завдовжки і 4,5 см в діаметрі. Плоди овальні, палицеподібні, синьо-зелені, 25-30 мм завдовжки.

## Ареал
Вид мешкає в провінції Ла-Ріоха, Аргентина, де є ендемічним, на висоті 800-1 500 м над рівнем моря.

## Екологія
Росте серед чагарників на схилах в гравії, гибоко захований в ґрунт, через що його важко помітити без квіток або плодів.

## Охоронний статус
Gymnocalycium albiareolatum включений до Червоного Списку Міжнародного Союзу Охорони Природи, статус — «Види на межі зникнення». Вид відомий тільки з одного локалітету ареалом менше 100 км², що розташований на краю міста, яке розширюється. Частина популяції була знищена через урбанізацію, що не припиниться найближчим часом.
Не знайдений в жодній природоохоронній території.